# Blue Water Bridge
Pour les articles homonymes, voir Bluewater.
Le Blue Water Bridge est un pont routier international à péage, au-dessus de la rivière Sainte-Claire qui marque une partie de la frontière entre le Canada et les États-Unis. Inauguré en 1938, doublé en 1997, il relie Point Edward sur la rive orientale, dans la province canadienne de l'Ontario et Port Huron sur la rive occidentale, dans l’État américain du Michigan, et permet la liaison entre l'autoroute 402, côté canadien et les routes fédérales 69 et 94, côté américain.
Il est situé sur un des itinéraires terrestres les plus directs, via donc le territoire canadien, entre le Midwest américain et le nord-est américain.

## Description
Le pont initial, situé au nord, est un pont cantilever en poutre en treillis. Le pont sud est un pont en arc de type bow-string
Ensemble, ces deux ponts constituent le deuxième point de passage le plus fréquenté entre le Canada et les États-Unis, après le pont Ambassadeur sur la rivière Détroit reliant lui-aussi, une centaine de kilomètres plus au sud-ouest, l'Ontario et le Michigan, entre les villes de Windsor et Détroit.

## Histoire
La réalisation d'un ouvrage d'art pour traverser la rivière Sainte-Claire devait obéir à une contrainte majeure : la nécessité de ne pas entraver la navigation militaire et commerciale.
À partir de 1891, un lien fixe relie Sarnia, ville de la rive ontarienne de la rivière Sainte-Claire, limitrophe de Point Edward, et Port Huron, sur la rive américaine : il s'agit du tunnel St. Clair, premier tunnel ferroviaire subaquatique d'Amérique du Nord ; il est remplacé en 1995 par un nouveau tunnel plus moderne, foré à proximité du premier. Des services de bateaux, créés dès 1836 permettent aussi de passer d'une rive à l'autre, mais il faut attendre 1921 pour l'arrivée du premier navire capable de transporter des automobiles.
Le premier pont, routier, est ouvert à la circulation le 10 octobre 1938 et dispose alors de deux voies avec trottoirs. Ceux-ci sont supprimés dans les années 1980 pour permettre la création d'une troisième voie de circulation.
À partir de 1964, le réseau routier connecté au pont est renforcé de part et d'autre du pont. Il s'est ensuivi un accroissement du trafic transfrontalier. Au vu de la saturation du pont, il est décidé d'en construire un second dès 1992.
L'ouvrage sud, de trois voies, est ouvert à la circulation le 22 juillet 1997. Le premier pont est alors immédiatement été fermé pour faire l'objet de travaux de rénovation. Il rouvre en 1999.
En 2015, le gouvernement du Canada fusionné le pont Blue Water avec La Société des ponts fédéraux Limitée.